# Die Schönheit
Die Schönheit war eine deutsche Monatszeitschrift, die von 1903 bis 1931 erschien. Seit dem 16. Jahrgang (1919/1920) trug sie den Titelzusatz Mit Bildern geschmückte Zeitschrift für Kunst und Leben.

## Geschichte
Der Lyriker und Publizist Karl Vanselow war von 1902 und 1914 bis der Herausgeber der Zeitschrift. Dazu gründete er den Verlag der Schönheit mit Sitz in Dresden. (Je nach Jahrgang führt das Titelblatt weitere Nebenstellen des Verlages an, so in Berlin, Leipzig, München und Wien.)
Aufgrund finanzieller Schwierigkeiten musste Vanselow die Zeitschrift 1914 dem Dresdner Verlagsbuchhändler Richard A. Giesecke überlassen, der sie ins rechte Spektrum der Lebensreform verschob.

## Inhalt
Die Zeitschrift brachte Aufsätze und kurze Essays, Novellen und Erzählungen sowie Gedichten von Autoren wie Wilhelm Bode, Henry van de Velde, Paul Schultze-Naumburg, Eugenie Fink, Isadora Duncan und Hermann Bahr. Auffällig viele Autoren verschwiegen ihre wahre Identität. Für die Nacktkulturbewegung war es bezeichnend, aus Furcht vor beruflichen Nachteilen auf ein Pseudonym zurückzugreifen.
Unter den Themen wie Körperhygiene, Leibesertüchtigung und Nacktheit erschienen Abhandlungen zu einstigen und zeitgenössischen Schönheitskulturen. Unter der Rubrik „Propheten der Schönheit“ wurden Künstler, Literaten und Philosophen – von Goethe und Anselm Feuerbach bis zu Auguste Rodin – als Verfechter des Schönen vorgestellt. Außerdem fanden Aufmerksamkeit Reformkleidung, schönes Wohnen und Tanzkultur, etwas weniger die Beschreibung von Kunstwerken. Serien und Auslandshefte mit Reiseberichten und Aktfotografien Einheimischer eröffneten fremde Kulturen. Politische oder wirtschaftliche Fragen blieben dagegen unberücksichtigt.

## Gestaltung
Die Zeitschrift war aufwändig gestaltet, auf Kunstdruckpapier hergestellt und bot als erste „nacktkulturelle“ fotografische Aktabbildungen. Ihr Deckblatt wurde für jede Ausgabe im Jugendstil gestaltet.

## Beilage „Licht, Luft, Leben“
Die Beilage Licht, Luft, Leben enthielt neben Anzeigen für lebensreformerische Produkte, einem „Büchermarkt“ und Regionalinformationen auch Kontaktanzeigen, die über die Leserschaft der Schönheit Auskunft geben. Fast ausschließlich bestand sie aus dem mittelständischen, bürgerlichen Milieu. Die Zeitschrift sah sich für „freie und vornehme Frauen und Männer“ bestimmt, die das „gesunde und sinnliche Denken veredeln und verfeinern“ sollten. Weiterhin ist es auffällig, dass nur ausgesprochen selten Männer und Frauen über vierzig Jahren in den Anzeigen zu entdecken waren.